# Haxonit
Haxonit ist ein sehr selten vorkommendes meteoritisches Mineral aus der Mineralklasse der „Element-Minerale“. Es kristallisiert im kubischen Kristallsystem mit der Zusammensetzung (Fe,Ni)23C6, ist also chemisch gesehen ein Eisen-Nickel-Carbid. Die in den runden Klammern angegebenen Elemente  können sich in der Formel jeweils gegenseitig vertreten (Substitution, Diadochie), stehen jedoch immer im selben Mengenverhältnis zu den anderen Bestandteilen des Minerals.
Haxonit ist auch in dünnen Schichten undurchsichtig (opak) und entwickelt ausschließlich mikroskopisch kleine Kristallite in massigen Aggregaten von silberner bis zinnweißer Farbe und metallischem Glanz.

## Etymologie und Geschichte
Haxonit wurde nach dem englischen Metallurgen Howard J. Axon (1924–1992) benannt. Beschrieben wurde das Mineral 1971 von E. R. D. Scott, der es im mexikanischen Toluca-Meteoriten und im US-amerikanischen Canyon Diablo-Meteoriten nachweisen konnte. Beiden Meteoriten gelten daher auch als Typlokalität für dieses Mineral.

## Klassifikation
In der mittlerweile veralteten, aber noch gebräuchlichen 8. Auflage der Mineralsystematik nach Strunz gehörte der Haxonit zur Abteilung der „Metalle, Legierungen und intermetallischen Verbindungen“, wo er zusammen mit Cohenit, Hongquiit, Isovit, Khamrabaevit, Niobocarbid, Tantalcarbid und Tongbait die unbenannte Gruppe I/A.09 bildete.
Die seit 2001 gültige und von der International Mineralogical Association (IMA) verwendete 9. Auflage der Strunz’schen Mineralsystematik ordnet den Haxonit dagegen in die neu definierte Abteilung der „Metallischen Kohlenstoff-, Stickstoff- und Phosphorverbindungen“ ein. Diese Abteilung ist allerdings weiter unterteilt nach dem die Verbindung charakterisierenden Verbindungsparter, so dass das Mineral entsprechend seiner Zusammensetzung in der Unterabteilung der „Carbide“ zu finden ist, wo es zusammen mit Isovit die unbenannte Gruppe 1.BA.10 bildet.
Die vorwiegend im englischen Sprachraum gebräuchliche Systematik der Minerale nach Dana ordnet den Haxonit ebenfalls in die Klasse der „Element-Minerale“ und dort in die gleichnamige Abteilung. Hier ist er zusammen mit Cohenit und Isovit in der unbenannten Gruppe 01.01.16 innerhalb der Unterabteilung „Elemente: Metallische Elemente außer der Platingruppe“ zu finden.

## Kristallstruktur
Haxonit kristallisiert kubisch in der Raumgruppe Fm3m (Raumgruppen-Nr. 225) mit dem Gitterparameter a = 10,55 Å sowie 4 Formeleinheiten pro Elementarzelle.

## Eigenschaften
Haxonit ist wie Cohenit unter irdischen Bedingungen instabil und zerfällt sehr langsam in die Minerale Kamacit und Graphit.

## Bildung und Fundorte
Haxonit ist ein Bestandteil von Eisenmeteoriten. Als Begleitminerale treten unter anderem Kamacit, Taenit, Schreibersit, Cohenit, Pentlandit und Magnetit auf.
Gefunden wurde das Mineral noch in weiteren Meteoriten wie dem Xinjiang-Eisenmeteoriten in China, dem Nagyvázsony-Meteoriten im ungarischen Bakonywald sowie dem Edmonton-, Tazewell- und dem Deport-Meteoriten (Red River County) in den USA.